# Sverdlovské oblastní vlastivědné muzeum
Sverdlovské oblastní vlastivědné muzeum (rusky Свердловский областной краеведческий музей) je muzeum v Jekatěrinburgu ve Sverdlovské oblasti v Rusku. Muzeum bylo založeno v roce 1870 a je jedním z nejstarších muzeí v Jekatěrinburgu. Kromě hlavní pobočky muzea spravuje instituce několik dalších muzeí v regionu.

## Popis

### Dějiny
Historie muzea začala v prosinci 1870, když skupina významných osobností v Jekatěrinburgu založila Uralskou společnost milovníků přírodních věd, organizaci zaměřenou na zlepšování vzdělávání v oboru přírodních věd. Ačkoli byla organizace primárně založena ke studiu přírodní historie Uralu, mnoho jejích členů mělo jiné zájmy, včetně meteorologie a biologie. Jak se organizace rozrůstala, začala společně se svými členy zakládat sbírku spisů, umění a artefaktů. V roce 1887 Uralská společnost milovníků přírodních věd pořádala velkou výstavu v Jekatěrinburgu, což byla událost, jejímž výsledkem bylo shromáždění mnoha darů a výrazné rozšíření stávající sbírky.
V roce 1889 Uralská společnost milovníků přírodních věd otevřela své první sbírku, když si pronajala prostor v budově místní správy. Tato budova zůstala v provozu až do roku 1895, kdy požár poškodil budovu i tamní sbírku. Městská rada v Jekatěrinburgu se rozhodla přidělit finanční prostředky na zřízení nového muzea, ale projekt čelil řadě zpoždění a nakonec byl zrušen. Muzeum bylo obnoveno ve starší budově, která byla zrekonstruována. Návštěvnost rostla s populací Jekatěrinburgu a podle jednoho zdroje v roce 1920 navštívilo muzeum 20 000 lidí. Velikost sbírky muzea také rostla, od roku 1912 se rozrostla na více než 30 000 položek. Muzeum pokračovalo v činnosti jako součást společnosti, ale ve 20. letech 20. století byla činnost Uralských milovníků přírodních věd pro novou sovětskou vládu stále více podezřelejší a spolek byl v roce 1929 rozpuštěn. Muzeum se od společnosti oddělilo v roce 1925 a stalo se samostatným muzeem.

### Sbírky
Sverdlovské oblastní vlastivědné muzeum má rozsáhlou sbírku artefaktů. Sbírka muzea obsahuje mnoho archeologických nálezů z oblasti Uralu, včetně starověkých kostí, nástrojů a slavné šošky Šigirského idolu.

### Pobočky
Kromě hlavního muzea v Jekatěrinburgu provozuje muzeum dalších 10 muzeí v regionu.